# Tỷ lệ sống còn của ung thư
Tỷ lệ sống còn của ung thư thay đổi tùy theo loại ung thư, giai đoạn chẩn đoán, phương pháp điều trị và những yếu tố khác, bao gồm cả thông tin quốc gia. Nói chung tỷ lệ sống còn đang được cải thiện, mặc dù nhiều bệnh ung thư có tỷ lệ cao hơn so với những bệnh ung thư khác. Tỷ lệ sống còn có thể được đo bằng nhiều cách, trong đó tuổi thọ trung bình có ưu thế hơn so với những chỉ số khác, như đo lường dịch tể học.
Tuy nhiên, tỷ lệ sống còn hiện nay thường được đo bằng tỷ lệ sống 5 năm, là tỷ lệ phần trăm những người sống ít nhất năm năm sau khi được chẩn đoán mắc bệnh ung thư, và tỷ lệ sống tương đối so sánh những người bị ung thư với tổng dân số.
Một số loại ung thư có tỉ lệ sống còn cao, gồm ung thư vú, tuyến tiền liệt, tinh hoàn và đại tràng. Ung thư não và tuyến tụy có tỷ lệ sống còn trung bình thấp hơn nhiều mà chưa được cải thiện đáng kể trong bốn mươi năm qua. Thật vậy, tỷ lệ sống còn ung thư tuyến tụy là một trong những tỷ lệ sống còn tồi tệ nhất trong tất cả các loại ung thư. Tỷ lệ sống 5 năm đối với ung thư vú là 26% theo trang web của Trung tâm Ung thư của Mỹ. Ung thư phổi tế bào nhỏ có tỷ lệ sống 5 năm là 4% cũng theo trang web của Trung tâm Ung thư của Mỹ. Hiệp hội Ung thư Hoa Kỳ báo cáo tỷ lệ sống tương đối 5 năm trên 70% đối với phụ nữ bị ung thư vú giai đoạn 0-III, với tỷ lệ sống tương đối 5 năm gần 100% đối với phụ nữ bị ung thư vú giai đoạn 0 hoặc giai đoạn I. Tỷ lệ sống tương đối 5 năm giảm xuống còn 22% đối với phụ nữ bị ung thư vú giai đoạn IV (di căn).
Trong các loại ung thư có tỷ lệ sống cao, tỷ lệ mắc bệnh thường cao hơn ở các nước phát triển, nơi tuổi thọ cũng cao hơn. Ung thư có tỷ lệ sống thấp hơn thường gặp hơn ở các nước đang phát triển.